# Лички партизански одред
Лички  народноослободилачки партизански (НОП) одред је био партизанска јединица у саставу Народноослободилачке војске и партизанских одреда Југославије током Другог светског рата у Југославији.

## Историјат
Формиран је крајем октобра 1942 (под називом 1. лички НОП одред који је носио до средине новембра) од јединица које су биле под командом Личког подручја (Госпићки, Грачачко-лапачки и Коренички батаљон и Удбинска чета), у јачини од 839 бораца. Ускоро је у саставу Одреда формирана и Омладинска чета, а средином децембра од ње и Удбинске чете 4. батаљон. Крајем истог месеца у Одреду је формиран и 5. батаљон, који је расформиран после четврте непријатељске офанзиве. У почетку је Одред дејствовао по четама и бранио слободну територију Лике, нападао мање усташке и четничке посаде, и рушио железничку пругу Врховине—Книн. У четвртој непријатељевој офанзиви водио је тешке борбе с Италијанима и четницима затварајући са два батаљона правац Книн—Тишковац—Срб и дејствујући са по једним батаљоном заједно с 2. и 3. личком бригадом. У пролеће 1943. дејствовао је са три батаљона против четника у граничном подручју Лике и Далмације где је 29. априла стављен под команду штаба Книнског сектора, после чега води борбе у северној Далмацији, док се његов 3. батаљон стално налазио на Дреновачи ради затварања правца Бихаћ—Доњи Лапац. Средином августа 1943. расформиран је, три батаљона ушла су у састав 1. книнске бригаде (касније 5. далматинске), а батаљон на Дреновачи у састав 6. дивизије. Одред је поновно формиран 24. октобра 1943. од око 150 бораца. Средином децембра имао је три батаљона (око 720 бораца). У почетку је спречавао испаде непријатеља из Госпића, а затим с подножја Пљешевице дејствује на друм Бихаћ—Доњи Лапац и спречава продор непријатеља из Доњег Лапца ка Удбини и Кореници. Од њега и неких мањих јединица формирана је 1. јануара 1944. Прва бригада Оперативног штаба за Лику. Трећи пут формиран је у другој половини јануара 1944. од Госпићког партизанског батаљона који је послужио као језгро, из ранијег Личког НОП одреда и људства из партизанских стража; имао је два батаљона (340 бораца). Од 30. јануара 1944. дејствовао је у саставу 35. дивизије, и то једним батаљоном у рејону Госпића, а другим са јужних и источних падина планине Пљешевице на друм Бихаћ—Доњи Лапац,и обезбеђивао радионице и складишта на Каменском и болницу у Бијелим потоцима на Пљешевици. Расформиран је почетком септембра 1944, а његови борци попунили су јединице 35. дивизије.